# آلبرتا اونیو، ادمونتون
خیابان البرتا، ادمانتون (به انگلیسی: Alberta Avenue, Edmonton) یک منطقهٔ مسکونی در کانادا است که در آلبرتا واقع شده‌است.

## خصوصیات
خیابان البرتا ۱٫۶۸ کیلومترمربع مساحت و ۶٬۱۷۶ نفر جمعیت دارد و ۶۶۷ متر بالاتر از سطح دریا واقع شده‌است.